# Patrik Zvijezda
Patrik Zvijezda (eng. Patrick Star) je jedan od glavnih likova američke Nickelodeonove animirane serije Spužva Bob Skockani. Kreirao ga je Stephen Hillenburg, a glas mu daje Bill Fagerbakke. Nakon Spužva Boba, pojavljuje se u najviše epizoda.
Patrik je ružičasta i glupa morska zvijezda. Živi ispod stijene u Ulici ljuštura, te je nezaposlen. Patrik je Spužva Bobov najbolji prijatelj i oni se jako puno druže te si međusobno pomažu. Patrik se prvi put pojavljuje u epizodi "Tražimo kuhara", čija je premijera bila 1. svibnja 1999.

## Izgled
Patrik je debeljuškasta zvjezdača ružičaste boje. Zbog šiljaste glave te šiljastih ruku i nogu podsjeća na prave morske zvijezde. Debeo je zbog ljubavi prema lošoj hrani, kao što su krafne, burgeri i slično. Ima crne oči, a iznad njih guste crne obrve (no u prvih nekoliko sezona obrve su bile tanje). Ima ružičasti jezik i po sebi ima male crvene točkice.
Što se tiče odjeće, Patrik nosi svijetlo zelene hlače s ljubičastim cvjetićima. On ne nosi majicu. Kad spava, ponekad nosi samo svoje bijele gaće, a ponekad spava i u normalnoj odjeći. No, uglavnom (posebno kad ima društvo) nosi pidžamu, i ima ih raznih (onu boje lavande, zelenu s cvjetićima...)

## Osobnost
Patrikove osobine su nedostatak inteligencije, lijenost, neuljudnost, vedrina i naivnost. Živi ispod stijene u Ulici ljuštura, gdje mu je prvi susjed Kalamarko, a drugi Spužva Bob. On je jedan od rijetkih likova koji nemaju nos (osim Planktona i možda Slavka). To je bilo važno u epizodi "Beznos zna" kad je nabavio nos. Patrik je vrlo glup i ne zna skoro ništa (npr. u jednoj epizodi je zamijenio Spužva Boba za Planktona, a drugom prilikom je zaboravio kako jesti).
S druge strane, Patrik ponekad zna biti nešto pametniji, što zbunjuje druge likove (to se ne odnosi na epizodu "Patrik pametni" kad je postao superpametan zbog mozgovnih koralja. Jednom je Kalamarko pitao Patrika koliko je glup, a on mu je odgovorio da to ovisi. U starijim epizodama Patrik je bio nešto pametniji, a u novijim je gluplji.
Patrik često zna biti sarkastičan i duhovit, te su neke scene s njim postale popularne na Internetu (kao ona kad se morao javljati na telefon u Rakovoj poslastici, ali kad je netko pitao "Je li to Rakova poslastica?", on je rekao: "Ne, to je Patrik". Također, često zna izazvati štetu i probleme.
On je jako lijen, te većinom leži u svojoj stijeni ili dvorištu i ne radi ama baš ništa. Ipak, voli loviti meduze što često radi zajedno sa Spužva Bobom. Ipak, on uvijek želi pomoći svojim prijateljima, te voli Spužva Boba. On i Spužva Bob su jako dobri prijatelji, iako se ponekad i posvađaju, većinom zbog Patrika koji je previše sebičan ili lijen, ili nešto drugo.

### Antagonizam
- U epizodi "Lov na meduze", zajedno sa Spužva Bobom tjerao je Kalamarka da ode loviti meduze, iako je bio ozlijeđen i u kolicima.
- U epizodi "Lunina raketa", zajedno sa Spužva Bobom ukrao je Luninu raketu te odletio u svemir, a po povratku su uhvatili sve građane Bikini doline jer su mislili da su vanzemaljci.
- U epizodi "Dan suprotnosti", provalili su u Kalamarkovu kuću, pravili se da su on i toliko izludili turističku agenticu da je odbila prodati Kalamarkovu kuću.
- U epizodi "Kad sam bio Slavko", bio je ljut jer su Slavko te Spužva Bob i Kalamarko (sada puževi) mijaukali, te je bacio čizmu na Kalamarka i srušio ga sa zida.
- U epizodi "Sapunica", pravio se da je doktor i plašio Spužva Boba kako ne bi išao na pregled.
- U epizodi "Udice", stavio je sebe i Spužva Boba u opasnost igrajući se na udicama unatoč upozorenjima g. Kliještića.
- U epizodi "Zločinac", optužio je Spužva Boba da mu je pojeo čokoladicu (iako ju je pojeo sam prije nekoliko sekundi) te ga je htio odati policiji zbog krađe balona koju su počinili zajedno.
- U epizodi "Ja sam tvoj najveći fanatik", dirao je sve stvari na konvenciji meduzolovaca iako mu je stražar rekao da to ne radi.
- U epizodi "Pritisak", ismijavao je Lunu jer je kopnena životinja zajedno sa Spužva Bobom, Kalamarkom i g. Kliještićem, te ju je natjerao da skine kacigu sa zrakom i astronautsko odijelo.
- U epizodi "Ja i glupan", kad je Spužva Bob glumio glupana pred Patrikovim roditeljima da ga više cijene, on je to zaboravio i počeo ga je ismijavati zajedno sa svojim roditeljima.
- U epizodi "Mornarska usta", zajedno sa Spužva Bobom koristio je loše riječi, ali to nije znao pa baš i nije pravi antagonizam.
- U epizodi "Spavaj, spavaj, mala školjko", prvo je htio zgaziti školjku, ali ga je Spužva Bob zaustavio te su je posvojili i nazvali Junior. Nakon toga, Patrik je svaki dan glumio da mora na posao, a ustvari je gledao televiziju u svojoj kući. Za to vrijeme Spužva Bob se mučio s bebom.
- U epizodi "Novi učenik zvjezdača", nacrtao je lošu sliku gđe Pufnić i tako uvalio Spužva Boba u nevolju. Nakon toga ga je i dalje uvaljivao u nevolje, te je zbog njega on završio u kazni.
- U epizodi "Puno šala", bili su nevidljivi i pravili se da su duhovi, te su preplašili sve u gradu. Također su pokušali zapaliti novac g. Kliještića.
- U epizodi "Perika", napao je Spužva Boba jer je mislio da je perika na njegovoj glavi ustvari čudovište.
- U epizodi "Na rubu suza", prvo je pojeo Spužva Bobove kartice za učenje zbog čega je on pao na testu. Zatim je on otišao i dobio vozačku iz prve, te se hvalio vozačkim umijećem i nabijao svoj uspjeh Spužva Bobu na nos. Na kraju je Spužva Bob poludio i uništio mu dozvolu, a policija je privela Patrika zbog onečišćavanja. Spužva Bob je preuzeo krivicu, ali je ubrzo pušten te su se oni pomirili.
- U epizodi "Pjevaj pjesmu za Patrika", pustio je svoju lošu pjesmu s radioantene i tako izazvao pobunu građana. Također, zbog izvođenja njegove pjesme neki glazbenici su umrli.
- U epizodi "Patrik ne plaća", prvo je lagao da ima novac, a onda je morao raditi i uništio je restoran.
- U epizodi "Bitka za Bikini dolinu", napadao je Spužva Boba tijekom rata čistoće i prljavštine.
- U epizodi "Špranj", opet je glumio doktora i pogoršao je Spužva Bobov trn.
- U epizodi "Beznos zna", dobio je nos i počeo je uništavati stvari da makne smrad.
- U epizodi "Karta", obećao je čuvati posebnu karticu Čovjeka sirene, ali je upadao u opasne situacije i na kraju uništio karticu. Srećom, imao ih je još nekoliko.
- U epizodi "Surfanje" je prerušen kao Dječak školjka zatvorio sve građane Bikini doline u zatvor.
- U epizodi "Kule od pijeska, ratovao je protiv Spužva Boba u Slanom plićaku.
- U epizodi "Stisnut u stiskalu", zalijepio je Spužva Boba da se ne može izvući iz svog stiskala.
- U epizodi "Povratak u prošlost", pojeo je tartar umak kojim su Čovjek sirena i Dječak školjka zarobili zlog Čovjeka zraku, zbog čega je nastao poremećaj u vremenu te je u sadašnjosti Bikini dolina porobljena i njome diktatorski vlada Čovjek zraka.
- U epizodi "Karate zvijezda", karateom je uništio razne zgrade i mjesta u Bikini dolini.
- U epizodi "Sentimentalna spužva", uzrokovao je to da Spužva Bob smećem zatrpa svoje i Kalamarkovo dvorište.
- U epizodi "Zaleđene face", pomogao je Planktonu otvoriti bocu s tajnom formulom, ali ne zbog zloće nego zbog gluposti. Ipak, ekipa se spasila a Planktona je pojeo veliki mekušac.
- U epizodi "Usmeno izlaganje", ometao je Spužva Boba i razbio mu posebne naočale.
- U epizodi "Jazzist u Bikini dolini", pojeo je Kalamarkove i Spužva Bobove posebne karte za backstage te je otišao na pozornicu i ometao Šaškov koncert.
- U epizodi "Zabrana pristupa", stalno je gnjavio Kalamarka i na kraju ga napao misleći da je čudovište.
- U epizodi "Eksperiment", maltretirao je Spužva Boba dok je bio "šef" te mu je naredio da sve radi i nije mu dao da jede njegov sladoled.
- U epizodi "Sanitarno ludilo" nije dao Kalamarku da uzme njegovo smeće i započeo je borbu smećem.

### Zločinačke uloge
- U epizodi "Valentinovo", poludio je kad njegov poklon nije stigao na vrijeme te je počeo uništavati karneval i napadati sve oko sebe.
- U epizodi "Odbačen", postao je sebičan i zločest prema Spužva Bobu nakon što je Slavko počeo biti blizu njega (iako je on samo htio keks iz njegovih hlača). Nije se nimalo kajao i pustio je da Spužva Bob pati i bude u depresiji. To je jedna od njegovih najzločestijih uloga dosad.
- U epizodi "Glupost vlada" je kraljevski ministar otkrio da je Patrik sljedeći po redu za kraljevski naslov. Kad je postao kralj, Patrik je postao izuzetno ohol, sebičan, bezosjećajan i oštar. Nakon što je htio pomaknuti Kalamarkovu kuću bez njegove dozvole, on je pokrenuo pobunu protiv njega među građanima. Nakon toga Patrik je htio napasti Kalamarka za osvetu i tu je preplašio Spužva Boba. No kad se Patrik pogledao u ogledalo, vidio je čudovišnu verziju sebe i abdicirao, shvaćajući da je prijateljstvo važnije od svega. Međutim, kraljevski ministar je otkrio da je pravi kralj Slavko i sve se sretno završilo.[2] Ovo je njegova četvrta najgora uloga ikad.
- U epizodi "Tvoje, moje i moje" je Spužva Bobovim novcem kupio obrok za njih dvojicu i pojeo ga cijelog, a nakon toga odbio s njim dijeliti igračku Rakofrenda. Situacija je eskalirala nakon sukoba te je Patrik pojeo Rakofrenda. Na kraju su oboje dobili igračku, ali ovo ostaje njegova treća najgora uloga ikad, i tu Patrik pokazuje mnogo više sebičnosti nego inače.
- U epizodi "Velika sestra Sara", uopće se nije brinuo kad je njegova sestra ozlijedila Kalamarka i Spužva Boba te im uništila kuće. Također, Patrik je okrivio njih za sve. Na kraju su se svi pomirili, ali se ovo smatra kao njegova peta najgora uloga ikad.
- U epizodi "Patrik čuvar ljubimaca", pojeo je svu Slavkovu hranu i, umjesto da ga normalno okupa, poplavio cijelu kuću. Također ga je smrtno preplašio bacačem plamena, govoreći mu da odluči sviđa li mu se više vatra ili voda. Također je koristio SOL na Slavku, iako je to moglo biti jako opasno za njega. Ovo je njegova najgora uloga u povijesti serije.
- U epizodi "Limunada s crnilom", plašio je Kalamarka kako bi dobio crnilo za limunadu, pošto hobotnice u opasnosti ispuštaju crnilo. Nije uopće brinuo što je Kalamarko postao paranoičan i poludio zbog morskog pauka kojeg je Patrik koristio. Ovo je njegova druga najgora uloga ikad.

## Životopis

### Djetinjstvo
Patrik Zvijezda je rođen u obitelji Zvijezda dana 26. veljače 1986. godine kao drugo dijete i jedini sin Marge i Herba Zvijezde. Starija sestra zvala mu se Sara, izgubila se u moru dok su ona i Patrik još bili djeca, te je nije vidio skoro dvadeset godina. Patrik je također sreo Spužva Boba dok su bili djeca. U djetinjstvu je pohađao osnovnu i srednju školu.

### Doseljavanje u Ulicu ljuštura
Kad je malo odrastao, odselio se od svojih roditelja (i bio je sretan zbog toga). Nakon toga je kupio stijenu u Ulici ljuštura i postao Kalamarkov prvi susjed. Jednog dana, dok je Kalamarko radio u vrtu, ananas je pao s neba i kupio ga je kupac da živi u njemu - upravo Spužva Bob. Otada njih trojica zajedno žive tamo.

### Ostale stvari tijekom života
Jednom prilikom je dobio, ali i izgubio vozačku dozvolu.
Jednom prilikom je naučio i kako staviti pelenu.
Upoznao je i Lunu dan nakon što je to učinio Spužva Bob.
Jednom je iznajmio i svoje dvorište
Također, ujedinio se sa Spužva Bobom, Lunom, Kalamarkom, g. Kliještićem i Plankton da vrate tajnu formulu rakburgera u drugom filmu.

### Patrik danas
Danas Patrik živi u svojoj kući ispod stijene, na adresi Ulica ljuštura 120 u gradu Bikini dolina. Njegov prvi susjed je Kalamarko, kojeg on smatra prijateljem, ali ga on baš ne voli; a drugi je Spužva Bob, njegov najbolji prijatelj. Patrik je vrlo lijen, ali uživa u stvarima koje on i Spužva Bob rade zajedno, kao lov na meduze, puhanje mjehurića i gledanje epizoda o superjunacima Čovjeku sireni i Dječaku školjki. Patrik jako voli jesti i spreman je na sve da se dočepa jela; no obično nema novaca, pa je tako u jednoj epizodi morao svoj dug u Rakovoj poslastici otplaćivati radom, što nije bila najpametnija ideja jer je uništio restoran.
Patrik također smišlja planove za neke avanture. Uglavnom pomaže Spužva Bobu, i obrnuto. Oni su najbolji prijatelji. Patrik je također dobar Lunin prijatelj, ali ne toliko kao Spužva Bob, jer ga Luna smatra glupim. Kad se ne druži sa Spužva Bobom, Patrik uglavnom sjedi u svojoj kući ili u dvorištu, te u većini slučajeva ne radi ama baš ništa.

## Sposobnosti i vještine
Iako je Patrik vrlo glup, lijen i malo toga zna, on ipak ima neke vještine:
- Snaga - poznato je da je Patrik jako snažan, jer u mnogim epizodama podiže svoju stijenu (s druge strane, Spužva Bob je slab). U nekim epizodama može rastaviti i podići i čitavu cestu.[21][22] Također, u epizodi "Predstava" je podigao teško sidro i bacio ga na Spužva Boba. U videoigrama je poznat po bacanju teških stvari pa i njegovih prijatelja.
- Vožnja - Patrik je izvrstan vozač, što je viđeno u epizodi "Na rubu suza" gdje je dobio vozačku iz prve, na što je Spužva Bob doduše bio ljubomoran, te ju je Patrik kasnije izgubio.[16]
- Pjesma - Patrik rijetko pjeva, ali kada to radi, radi to dobro.
- Bubnjanje - Patrikov najdraži instrument su bubnjevi. On je bio glavni bubnjar kad su prijatelji osnovali bend.[23] U još nekoliko epizoda kao "Kalamarko-vizija" je viđen kako bubnja. U epizodi "Rakova cesta" je bubnjao po svom trbuhu sasvim dobro.
- Ples - jednom je plesao jazz sa Spužva Bobom, a htio je i s Kalamarkom u epizodi "Samo jedan grizić".
- Prerušavanje - u epizodi "To nije dama" bio je prerušen kao Patricija dosta dugo, i nitko ga nije prepoznao.
- Jahanje morskih konjića - iako u epizodi "Glupani i zmajevi" nije znao jahati morske konjiće, naučio je i radio to sasvim dobro u epizodi "Život u danu".
- Spašavanje - u epizodi "Zli morski susjedi" spasio je Kalamarka da se ne uguši vilicom koju je progutao dok se smijao njemu i Spužva Bobu.[24]
- Vještine preživljavanja - može preživjeti dugo vremena u prirodi, što je viđeno u epizodama "Preživljavanje idiota" i "Preživljavanje u prirodi".
- Lov na meduze - Patrik odlično lovi meduze i to mu je najdraži hobi. On i Spužva Bob jako to vole raditi i često to rade zajedno.
- Jedenje - u epizodi "Pritisak", Patrik je pojeo Dupli deluxe rakburger u jednom zalogaju. U jednoj epizodi je također viđeno da može u pet minuta pojesti čak 1000 rakburgera, što je radio na natjecanju i time pobijedio.[25]
- Ne raditi ništa - Patrik je u epizodi "Stanko S. Skockani" pokazao njemu i Spužva Bobu kako ne raditi ništa. U jednoj epizodi nije radio ništa 8 sati,[26] a u jednoj epizodi je čak dobio i nagradu jer "nije radio ništa dulje od ikoga drugoga".[13]
- Zurenje - Patrik je odličan u zurenju i uvijek pobijedi Spužva Boba.
- Karate - vješt je u karateu, što se vidi u epizodi "Karate zvijezda".
- Regeneracija - pošto je zvjezdača, Patrik ima moć regeneracije. U jednoj epizodi je ostao bez ruke i ubrzo mu je narasla nova.[27]

## Situacije opasne po život
Patriku je vrlo često život bio u opasnosti. Iako većinom on ne radi ništa te mu se ne događaju posebne stvari, kad je u nekoj avanturi zna se ozlijediti. Već u prve tri epizode ("Tražimo kuhara", "Puhalica" i "Čajanka") je dvaput bio u životnoj opasnosti.

## Obitelj

### Roditelji, bake i djedovi
Patrikovi roditelji se zovu Herbo i Marga. Marga se udala za Herba Zvijezdu te su dobili dvoje djece; sina Patrika i kćer Saru. Njezini su roditelji nepoznati. No poznato je da su Herbovi roditelji Maw Tucket i Billy Bob Star (što se vidi na njihovom obiteljskom stablu)
Za Billy Boba i Maw Tucket se jedino zna da su Herbovi roditelji, a za Margine roditelje se ne zna ništa.

### Braća, sestre, rođaci
Patrik nema brata, ali ima stariju sestru koja se zove Sara i pojavljuje se samo u epizodi "Velika sestra Sara". No manje poznata činjenica jest da je Patrikov prvi rođak Slavko, Spužva Bobov puž! To se može vidjeti u epizodi "Glupost vlada". Slavko (eng. Gerald "Gary" Wilson Jr.) je također član obitelji Zvijezda; majka mu je gospođica Wilson, a otac Sluggo, koji je također sin Billyja Boba i Maw Tucket.

### Preci

#### Preci iz prapovijesti
Dva su poznata Patrikova pretka iz prapovijesti; tu je primitivna zvjezdača, koja je viđena u epizodi "SB-129". U epizodi "Ugh" se vidi i Patar, koji se družio sa Spužvoslavom i pretkom Kalamarka. Poznato je da su Spužvoslav i Patar otkrili vatru.

#### Preci iz novijih vremena
U doba divljeg Zapada živio je Pecos Patrik, koji je pomogao Spužva Bilu da obrani grad od Jednookog Planktona. Njih dvojica su bili veliki prijatelji.
Poznat je i njegov drugi predak iz iste epizode, koji je upozoravao ljude na mekušce.

##### Kraljevski preci
Na obiteljskom stablu se vidi kraljevska dinastija i njezini članovi. Sve su započeli kraljica Algić i kralj Ameba. Njih dvoje su dobili dvoje djece; princa Callousa i princezu Tulsu. Callous se udao za princezu Dingu i dobili su sina Carla. Princeza Tulsa se, pak, udala za Yoricka i zajedno su dobili kćer; Maw Tucket, Herbovu majku. Na stablu se vidi i da Billy Bob ima brata, Cletusa.
Pošto je Sluggo bio stariji, prema kraljevskim zakonima njegov sin Slavko postao je zakoniti kralj Bikini doline.

### Nasljednici
Jedini poznati Patrikov nasljednik je Patron, koji živi u 41. stoljeću kad je u Bikini dolini sve kromirano. Patron ima dvije glave, može se teleportirati i prijatelj je sa svim Spužvatronovima.

## Posao
U većini epizoda Spužva Boba Patrik je nezaposlen, te odmara u svojoj stijeni ili se zabavlja negdje sa Spužva Bobom. Međutim, u nekim epizodama on uspijeva dobiti posao. Često se zna zaposliti kao radnik Rakove poslastice, a ponekad je obavljao i druge poslove, kao izumitelj ili prodavač čokoladica
Međutim, u većini epizoda on ipak nema ikakav posao.

## Odnosi

### Spužva Bob Skockani
Spužva Bob i Patrik su najbolji prijatelji i susjedi. Iako nisu najpametniji, oni čine vrlo dobru ekipu, te zajedno uživaju u raznim stvarima kao što su lov na meduze, puhanje mjehurića i čitanje stripova o Čovjeku sireni i Dječaku školjki. U epizodi "Tajna kutija" otkriveno je da su bili prijatelji otkad su rođeni. I njihovi preci su dugo gajili prijateljstvo: primitivna spužva se družila s primitivnom zvijezdom, Spužvoslav s Patarom te Spužva Bil s Patrikom iz onog doba. Spužva Bob nikad ne kritizira Patrika zbog nedostatka pameti, te misli da je on zapravo pametniji nego što se na prvi pogled čini.
Patrik često daje Spužva Bobu neke savjete, kao što mu je rekao da uvijek postoji prečica u epizodi "Izgubljen u Bikini dolini". Često mu pomaže u raznim slučajevima (pogotovo u starijim epizodama), i obrnuto. Recimo, u epizodi "Dome slatki ananasu" mu je dao da spava u njegovoj kući, ali to baš i nije dobro završilo.
Međutim, ponekad se događa da se oni posvađaju zbog nekih razloga, počevši od epizode "Zli morski susjedi" gdje je, doduše, Kalamarko bio kriv za raspad njihovog prijateljstva. U epizodi "Kuharske igre" su također bili u sukobu, te je Patrik radio za Kantu splačina i tako se borio protiv Spužva Boba u mnogo natjecanja. Svađali su se i u epizodi "Novi učenik Zvijezda", gdje je zbog Patrika Spužva Bob bio kažnjen od strane gospođe Pufnić. U epizodi "Patrik Pametni" se njihovo prijateljstvo također nakratko raspalo, jer sada superpametni Patrik više nije uživao u stvarima koje je prije radio sa Spužva Bobom kao što je lov na meduze. U epizodi "Na rubu suza" je Patrik iz prve dobio vozačku dozvolu, te je kao milijunti uspješni učenik dobio besplatni auto, a Spužva Bob je bio jako ljubomoran. Ipak, pomirili su se na kraju epizode, kao što se dogodi gotovo uvijek. Jedan od njihovih najslavnijih sukoba je i u epizodi "Bitka za Bikini dolinu", gdje su se borili pošto je Spužva Bob bio za higijenu i čistoću, a Patrik za prljavštinu i nehigijenu. Drugi vrlo poznati sukob je iz epizode "Tvoje, moje i moje", gdje su se posvađali oko dijeljenja igračke zvane Rakofrend. U toj epizodi su baš ratovali. Također, u epizodi "Ne znaš spužvu" su se svađali jer Patrik nije znao ama baš ništa o Spužva Bobu. Patrik je također bio ljubomoran na Spužva Boba zbog mnogo dobivenih nagrada u epizodi "Veliki ružičasti gubitnik". Ipak, na kraju većine takvih epizoda oni se pomire i opet budu prijatelji.

### Kalamarko Kraković
Kalamarko uglavnom ne voli Patrika jer je vrlo glup i ništa ne radi, te ga prezire. Također ga ne voli jer se druži sa Spužva Bobom, a njih dvojica mu često unište dan. Patrik, pak, uglavnom smatra Kalamarka za prijatelja i voli ga, što njega često živcira.
Ipak, i Patrik je ponekad grub prema Kalamarku. U epizodi "Bunar želja" su se počeli gurati i skoro su se potukli, a u epizodi "Zabrana pristupa" Kalamarko uviđa da je Patrik mnogo naporniji od Spužva Boba, pa križa njegovo ime s dokumenta o zabrani pristupa i dodaje Patrikovo. Poznat je slučaj epizode "Limunada s crnilom" gdje ga je konstantno plašio i doveo do ludila samo da dobije crnilo za sebe.
I Kalamarko je ponekad ljubazan prema Patriku, što se vidi u epizodama kao što je ona "Zli morski susjedi" iz prve sezone gdje ga je spasio od gušenja. Drugi primjeri su epizoda "SB-129" gdje je bio sretan što ih vidi nakon što je cijeli dan putovao vremeplovom, ili epizoda "Božić tko" gdje mu je prodao sat samo da ga oraspoloži. Iako je toga manje u novim sezonama, gdje se više ističu negativne osobine likova, Kalamarko je opet ponekad ljubazan prema Patriku, npr. u epizodi "Kalamarkova škola za odrasle" gdje ga je poučavao kako da bude odrastao.

### Luna Frnjau
Patrik i Luna imaju čudan odnos. Ponekad su prijatelji a ponekad se svađaju, uglavnom zato što je Luna prepametna za Patrika dok je Patrik preglup za Lunu. U prvoj epizodi kad su se sreli, "Čajanka", su bili prijatelji. U epizodi "Patrik-igra" je uživala igrajući Patrikovu društvenu igru. U epizodi "Crv u uhu" mu je Luna rekla da treba njegovu pomoć oko Spužva Boba.
Ipak, oni se često svađaju i ratuju. U epizodi "Teksas" se Luna jako ljutila na njega jer je vrijeđao Teksas te ga je progonila kroz cijelu Bikini dolinu. U epizodi "Patrik Pametni" je Patrik rekao Luni da je glupa, a ona se uvrijedila i rekla mu da joj se više sviđao dok je bio "školjkoglav". U epizodi "Čari rodea" se naljutila na njega i ostale jer su joj uništili šanse za pobjedu, no onda ih je spasila i pobijedila pa su opet bili prijatelji. Poznat je i slučaj iz epizode "Pritisak" gdje su se svađali, jer je Patrik smatrao da su morska stvorenja bolja a Luna je smatrala da su bila kopnena. Na kraju je ipak spasila Patrika od ptica.

### Eugen H. Kliještić
Odnos Patrika i g. Kliještića je vrlo složen. Patrik često vidi g. Kliještića kao prijatelja, ali ponekad i ratuje protiv njega. Kliještić uglavnom prezire Patrika zbog gluposti, ali u nekoliko navrata mu daje prijateljske savjete i odnosi se prema njemu kao otac prema sinu.
U puno epizoda oni su prijatelji. Jedan od primjera za to je epizoda "Što se dogodilo Spužva Bobu?" gdje su se udružili da nađu Spužva Boba, te su se obojica kajali jer su bili grubi prema njemu. U epizodi "Truth or Square" ga je zaposlio kao čuvara na proslavi godišnjice Rakove poslastice, što dokazuje da ima povjerenja u njega. Također, on često uposli Patrika kao ispomoć u restoranu i zaposlenika, što se dogodi vrlo često ("Veliki ružičasti gubitnik", "Nema kape za Patrika", "Zabranjeni u Bikini dolini"...)
Međutim, oni su često i u sukobu. U epizodi "Puno šala" su Patrik i Spužva Bob plašili Kliještića glumeći da su duhovi i htjeli su mu zapaliti novac. U epizodi "Patrik ne plaća" ga je prvo natjerao da otplati ono što je pojeo a nije platio teškim fizičkim radom, no na kraju je Patrik uništio Rakovu poslasticu pa se g. Kliještić jako naljutio na njega. U epizodi "Nema kape za Patrika" se baš i nisu svađali, ali je g. Kliještić tjerao Patrika da se ozlijeđuje (tako da pada na pod, diže se i opet pada cijeli dan), što se nije svidjelo Spužva Bobu. U epizodi "Kaj jede Patrika?" ga je iskorištavao kako bi mogao zaraditi što više novca, a istovremeno i zadobiti ugled u Bikini dolini tako da njegov štićenik (Patrik) pobijedi na natjecanju u jedenju rakburgera, što bi rezultiralo vraćanjem nagradnog pojasa u Bikini dolinu.

### Šime Josip Plankton
Patrik i Plankton također imaju kompleksan odnos. U nekim epizodama Plankton je prezirao Patrika jer je glup, a ni Patrik nije volio Planktona jer je znao za njegove pokušaje krađe formule. U jednoj novijoj epizodi, Bez fotografiranja molim, Patrik je vodio nekog čudnog turista u obilazak Bikini doline te mu je rekao da može stati na Planktona jer je zabavno. U epizodi "Došlo je iz Slanog plićaka" se također ljutio na Planktona, ali je dao Spužva Bobu sjajnu ideju. U epizodi "Šalša imbecilikus" Plankton je uzeo Patrikov DNA i pretvorio cijeli grad u glupane, ali Patriku to nije puno značilo jer nije shvaćao o čemu se radi.
Ipak, ponekad su prijatelji. Na primjer, u epizodi "Kuharske igre" Plankton i Kliještić su se natjecali na velikim igrama za roštilj-kuhare. Kako Plankton u Kanti splačina nije imao zaposlenike, iskoristio je sukob Spužva Boba i Patrika te prijavio Patrika kao natjecatelja za Kantu splačina. Patrik i Spužva Bob su više-manje bili izjednačeni, ali kad je krenulo zadnje natjecanje u boksu, potrgale su im se hlače te je izašla istina na vidjelo: Patrik je nosio žute, a Spužva Bob ružičaste. Opet su se pomirili, a Plankton se zajedno s Kliještićem ljutio jer je ostao bez zaposlenika.
Bili su prijatelji i u epizodi "Renoviranje", kad je Patrik pomagao Planktonu renovirati Kantu splačina, ali je Plankton od njega imao više štete nego koristi (recimo, Patrik je napravio prozor od metala te se nije moglo gledati kroz njega). U "Rakovoj cesti" su bili zajedno u bendu dok se nije otkrio pokušaj krađe tajne formule, te je Planktona uhitila policija. U epizodi "U kanticu po slasticu" je Patrik napravio slogan zbog čega je Kanta splačina postala najpopularniji restoran u Bikini dolini. U drugom filmu su također bili u istoj ekipi te su surađivali.

### Gospođa Pufnić
Patrik i gospođa Pufnić se ne susreću često. Ipak, u epizodi "Novi učenik zvjezdača" Patrik je postao učenik u školi gđe Pufnić, te je nacrtao sliku gdje je prikazuje u lošem svjetlu. Patrika gospođa Pufnić živcira. U epizodi "U zatvoru", kad je završila u zatvoru, joj se nije svidjelo što je Spužva Bob sa sobom poveo i Patrika. Ipak, čini se da ga gđa Pufnić voli nešto više nego Spužva Boba, vjerojatno jer je bolji vozač. Također, zajedno su bili na tulumu kod Spužva Boba jednom prilikom.

### Slavko
Patrik i Slavko su uglavnom u dobrom odnosu. U jednoj epizodi se otkriva da su čak i rodbinski povezani. U epizodi "Odbačen" je Slavko napustio Spužva Boba da bi bio s Patrikom, ali kasnije se otkrilo da je samo htio kolačić iz njegovog džepa. Patrik je također bio tužan kad je Slavko otišao i pomagao je Spužva Bobu da ga nađe u epizodi "Jeste li vidjeli ovog puža?".
Ipak, ponekad su i oni u svađi. U epizodi "Patrik čuvar ljubimaca" ga je preplašio bacačem vatre i čak je koristio sol, a poznato je da se puževi osuše ako dođu u dodir sa solju. Također mu je pojeo hranu i uzrokovao poplavu u kući. U epizodi "Tvoje, moje i moje" je rekao Slavku da će ga izbrisati s liste prijatelja jer je bio na Spužva Bobovoj strani, ali Slavko nije mario za to.

### Čovjek sirena i Dječak školjka
Spužva Bob i Patrik obožavaju čitati stripove i gledati filmove o ova dva superjunaka, te su im oni na neki način idoli. Čovjeka sirenu i Dječaka školjku, s druge strane, Patrik često živcira. U epizodi "Povratak u prošlost" Patrik je pojeo tartar umak kojeg su Čovjek sirena i Dječak školjka u normalnom razvoju događaja koristili da zarobe Čovjeka zraku, zbog čega je Čovjek zraka u sadašnjosti vladao Bikini dolinom kao diktator a Čovjek sirena i Dječak školjka su bili prisiljeni na teški fizički rad. Ipak, na kraju su se ujedinili da unište Čovjeka zraku.

## Citati
- Tko je... tko je... velika žuta kocka s rupama? - epizoda "Tražimo kuhara".
- Zar je već vrijeme da uništimo Kalamarkov dan? Hej, Spužva Bob, nemoj početi bez mene! - epizoda "Dome slatki ananasu".
- Pauci! Pauci! Pauci! Pobij ih sve! - epizoda "Dome slatki ananasu". Prema mnogima vrlo smiješna scena, u kojoj je Patrik sanjao pauke pa teškom stijenom lupao Spužva Boba u snu.[15]
- Sad, hoćeš li slušati velikog glupana ili ćeš slušati mene? - epizoda "Udice". Patrik je "velikim glupanom" nazvao g. Kliještića, što je ironično jer je on sam glup.[35]
- Ne, ovo je Patrik! (eng. No, this is Patrick) - slavni citat iz epizode "Veliki ružičasti gubitnik". U jednoj sceni Patrik se morao javljati na telefon. Kad bi kupac pitao "Je li to Rakova poslastica?", Patrik bi odgovorio "Ne, ovo je Patrik".[13] Ovo je postala jako popularna scena na Internetu.
- Moje ime nije Rick! (eng. My name is not Rick!) - još jedan slavni citat iz epizode "Kuharske igre", gdje se Spužva Bob borio protiv Patrika i gumicom mu obrisao pločicu s imenom gdje je tad pisalo Rick.[5]
- Tko ste vi ljudi? - epizoda "Tjedan pred zimski san".
- Škola brodarenja? Mislio sam da je ovo tečaj španjolskog - epizoda "Novi učenik zvjezdača".
- Hajdemo se skinuti goli - epizoda "Čokolada sa lješnjacima".
- Tko je to rekao? Jesi ti duh? - epizoda "Video za obuku u Rakovoj poslastici".
- Kalamarko, tvoj strop razgovara sa mnom - epizoda "Video za obuku u Rakovoj poslastici".

- Luna: Moš ić bit glup negdi drugdi?
- Patrik: Ne do četiri.

(epizoda "Imao sam nezgodu")
- Pa, možda je glupo ali je i blesavo - epizoda "Kamperska epizoda".
- Je li ovo hotel? - epizoda "Rakov toranj".
- Pa što? Ja ne govorim tebi kako da živiš svoj život! - epizoda "Rakov toranj". Patrik je to ljutito rekao Kalamarku kad je ovaj otkrio da tegli njegove kovčege u kojima je samo kamenje.[41]
- Ne čujem te, ovdje je premračno - epizoda "Ukleta trgovina igračaka".
- Te riječi rastužuju moju glavu - epizoda "U kanticu po slasticu".
- Pa, zove se... hm... zove se... PATRIK-IGRA! - epizoda "Patrik-igra".

- Patrik: Ne trebaš nam reći hvala.
- Kalamarko (ljutito): Hvala?
- Patrik: Nema na čemu!

(epizoda "Osjećaj tonjenja". Inače su Patrik i Spužva Bob srušili Kalamarkovu kuću pod zemlju i uništili dio nje te je natrpali zemljom.)
- Zove se "Ružna školjka". Jednom davno živjela je ružna školjka. Ona je bila toliko ružna da su svi umrli. Kraj - epizoda "Nešto smrdi".
- Je li majoneza instrument? - epizoda "Kalamarkov bend".
- Znanje ne može zamijeniti prijateljstvo. Biram biti idiot! - epizoda "Patrik Pametni".
- Slavko, mislio sam da imamo nešto! - epizoda "Odbačen".
- A što misliš kuda si ti krenuo, žvakaču splačina? - epizoda "Cijeli zub".
- Luna je cura? - epizoda "Pritisak".
- Sezame, otvori se. Pa, napravio sam sve što sam mogao - epizoda "Preživljavanje idiota".

## Zanimljivosti
- Do epizode "Nešto smrdi", Patrikove obrve su bile tanje i u obliku slova M. Nakon toga su u obliku slova Z, osim u epizodi "Veliki ružičasti gubitnik". To je zbog razlike u načinu animacije prve sezone i sezona nakon nje.
- U epizodi "Ne znaš spužvu" saznaje se da Patrik ima uvučen pupak.
- U epizodi "Leteći Spužva Bob" se vidi da Patrik može letjeti.
- Njegov životni san je da pobijedi Velikog majmuna i spasiti devetu dimenziju, što se saznaje u epizodi "Veliki ružičasti gubitnik".
- Implicirano je da Patrik obožava rock glazbu, između ostaloga zbog toga što jako dobro svira bubnjeve. Također, neki kao dokaz spominju i to da on živi pod stijenom, a stijena se na engleskom kaže "rock".
- Prema Patrikovoj vozačkoj dozvoli, on teži 2 "ouncea", što bi značilo 56,7 grama. Pošto jedan "ounce" iznosi 28,349 grama (obično se zaokružuje na 28,35), znači da je Patrikova težina oko 56,70 grama, što je vrlo malo za njega (jer znamo da je jako snažan). Također, na vozačkoj dozvoli možemo vidjeti da je visok 6 inča (15 centimetara), te da ima kratku ružičastu kosu.[16]
- U 1. sezoni se često vidi kako Patrik, kad odlazi u stijenu, legne na nju i onda sklizne u svoj dnevni boravak.
- U epizodi "Božić tko" Patrik zove olovke "štapićima za pisanje".
- Za razliku od Spužva Boba, Patrik je uglavnom dobar vozač. U epizodi "Vozačka škola" mu je javljao odgovore na ispitu, što se ne može uzeti kao loše jer nijedan nije shvatio da je to varanje (bar ne do kraja epizode).[43] Također, u epizodi "Na rubu suza" je dobio vozačku dozvolu iz svog prvog pokušaja.[16]
- Patrikov OIB (identifikacijski broj) je A1376047, što se također vidi na njegovoj vozačkoj dozvoli.[16]
- U epizodi "Grubijan" se spominje da je Patrik išao na fakultet, ali ga vjerojatno nije završio pošto nije baš pametan.
- Svaki put kad Patrik vidi sirene, zaljubi se u njih. To se najbolje vidi u epizodi "Dobrodošli u Trokut Bikini doline", a i u prvom filmu.
- Patrikova inteligencija može varirati tijekom epizoda. Ponekad pokazuje male znakove inteligencije, posebno u prvim sezonama. Kasnije, u novijim epizodama, gdje su svim likovima istaknutije negativne osobine, Patrik postaje još gluplji nego prije. To se pogotovo vidi u epizodama "Šalša imbecilikus" i "Ugodna vožnja". Također, u epizodi "Kalamarko-vizija", kad je Kalamarko vodio TV emisiju, on ga je pitao "Koliko si ti glup", a Patrik je odgovario "To ovisi".
- Jedna od nelogičnosti je to otkud Patriku novac, pošto on nema stalni posao. Ponekad radi u Rakovoj poslastici, ali tamo je plaća tako mala, a g. Kliještić vjerojatno i ne plaća Patrika. Možda se može odgovoriti da on uzima sve što nađe, pa i kovanice, a ponekad i posuđuje novac od Spužva Boba. Ipak, ovo ostaje jedna od stvari na koje ne postoji jasan odgovor.
- Patrik ipak primjećuje neke stvari. U epizodi "Lov na meduze" je rekao Spužva Bobu da ih Kalamarko ne voli (što je istina), ali Spužva Bob nije vjerovao.[44]
- Patrik ponekad kaže i neke pametne stvari, ali obično nije svjestan toga što je rekao.
- Zbog svoje gluposti i prijateljstva s glavnim junakom, neki Patrika uspoređuju s vilenjakom Cosmom iz druge Nickelodeonove serije, Čudnovili roditelji.
- U nekim epizodama se vidi da Patrikov mozak radi sporije nego što bi trebao, što je jedan od razloga njegove gluposti.
- Patrikova najdraža boja je tirkizna.[45]
- Patrik nije mogao njušiti miris u epizodi "Nešto smrdi", ali je mogao u epizodi "Spavaj, spavaj, mala školjko". Također, njegovo neimanje nosa je bilo važno u epizodi "Beznos zna". Ipak, u epizodi "Bitka za Bikini dolinu" je imao nos, a u nekim epizodama (npr. "Pituri") se vidi da ima nosnice.
- U epizodama "Božić tko" i "Pjevaj pjesmu za Patrika" Patrik ne zna kako koristiti olovku, ali u epizodi "Rakburger ludorija" je uspio savršeno nacrtati Kalamarka prema Slavkovom opisu.
- U nekim epizodama Patrik ima smeđe ili plave oči umjesto crnih, što je još jedna od grešaka animatora.
- Patrikova glavna osobina, glupost, je bazirana na činjenici da zvjezdače izgledaju sporo i glupavo, ali one su zapravo pametnije; također, poznato je da zvjezdače nemaju mozak.[46]
- U nekim epizodama, kao što je "Seansa šmeansa" ili "Nestali identitet", može se vidjeti da se Patrik obraća publici.
- Patrik ima arahnofobiju (boji se paukova). To se vidi u epizodi "Dome slatki ananasu" gdje je imao noćne more o njima. To se pojavljuje i u kasnijim epizodama kao što je "Patrikov kupon", epizoda iz desete sezone.
- Iako se skoro svi otruju, razbole i povraćaju kad jedu Planktonove iznutrice, Patrik je jedini lik koji ih jede bez problema, što se vidi u epizodama "Prijateljske špilje", "Besplatni uzorci" itd.
- Patrik ima špahtlicu koja se zove Franko.
- Patrik je desnoruk.[45]
- Patrikovi snovi su jednostavni kao i njegov um.[47]
- Njegova visina i masa odgovaraju pravim zvjezdačama.
- Patrik nije apsolutno zvijezda; on ima 1/16 amebe u sebi, pošto je jedan od njegovih predaka bio i Kralj ameba (to se vidi na njegovom obiteljskom stablu).[2]
- Patrik je dvaput glumio doktora, u epizodama "Sapunica" i "Špranj", i oba puta je napravio nevolju.
- Prema Teoriji o sedam smrtnih grijeha, Patrik predstavlja lijenost.
- Nakon prvog filma Patrikov glas postaje dublji.
- Uz Kalamarka, Patrik je jedan od rijetkih likova koji govore književnim jezikom, barem u hrvatskoj sinkronizaciji.
- Patrik se pojavlje u 307 epizoda (počevši od prve), a ukupno ih ima 385.